# Molibdenian talu(I)
Molibdenian talu(I), Tl
2MoO
4 – nieorganiczny związek chemiczny z grupy molibdenianów, sól talowa kwasu molibdenowego. Tworzy żółtobiałe kryształy w układzie regularnym (przy ogrzewaniu ulegają transformacji do układu heksagonalnego), nierozpuszczalne w wodzie.
Może zostać otrzymany poprzez zmieszanie wodnych roztworów molibdenianu sodu i siarczanu talu(I), co powoduje wytrącenie kruchych płytkowatych kryształów:
Na
2MoO
4 + Tl
2SO
4 → Tl
2MoO
4↓ + Na
2SO
4 + 2H
2O
Ma właściwości ferroelektryczne, a jego temperatura Curie wynosi 38 °C.